# Prefettura di Bamingui-Bangoran
La prefettura di Bamingui-Bangoran è una delle quattordici prefetture della Repubblica Centrafricana. Si trova nella parte centrosettentrionale del paese, al confine con il Ciad. La sua capitale è Ndélé.